# Пенья, Ласаро
Ла́саро Пе́нья Гонса́лес (исп. Lázaro Peña Gonzales; 29 мая 1911, Гавана — 11 марта 1974, там же) — деятель кубинского и международного рабочего движения. По профессии рабочий-табачник.

## Биография
Родился в скромном доме в городе Гавана, столице Кубы. С 11-летнего возраста был подмастерьем, работал плотником, штукатуром, строителем. Затем десятилетие был рабочим-табачником до 1933 года, устроившись на табачную фабрику «Эль Кредито».
На этой фабрике он закалился как революционер и уважаемый рабочий лидер. В возрасте 18 лет (в разных источниках называются 1929—1931 годы) он вступил в Коммунистическую партию Кубы (носившую затем названия Революционно-коммунистический союз и Народно-социалистическая партия Кубы). В 1934—1944 годах избирался членом её ЦК и Политбюро ЦК.
Он участвовал в забастовке 1933 года, которая привела к свержению диктатуры Херардо Мачадо. За свою деятельность подвергался преследованиям. С 1934 года Пенья — генеральный секретарь профсоюза рабочих табачной промышленности. В 1935 году был избран генеральным секретарём Национальной рабочей конфедерации Кубы, членом Исполкома которой был с 1933 года. В 1938 году был среди основателей Конфедерации трудящихся Латинской Америки (КТЛА), избирался членом ЦК и вице-председателем КТЛА.
Когда компартия пребывала в союзе с Фульхенсио Батистой, в 1940 году был избран делегатом Учредительного собрания, затем в 1940—1952 был депутатом Палаты представителей. В 1944—1948 избирался в Сенат Кубы. В 1948 году баллотировался в вице-президенты Кубы.

Был в числе учредителей Конфедерации трудящихся Кубы (КТК), единогласно избран её первым генеральным секретарём в 1939—1947 годах. Во главе КТК он возглавил масштабную мобилизацию в ответ на кампанию Карлоса Прио по разделению кубинского рабочего движения, но в итоге потерпел поражение от правительства Рамона Грау Сан-Мартина и отправился в изгнание сперва в Мексику, затем в СССР.
В 1945—1969 годах член Исполкома Всемирной федерации профсоюзов (ВФП), в 1957—1961 секретарь ВФП, в 1961—1969 член Исполкома Генерального совета и вице-председателем ВФП, с 1969 членом Бюро ВФП.
В 1944‒1961 член Исполкома Национального комитета Народно-социалистической партии, был заочно избран членом ЦК партии в 1955 году как признание его заслуг в борьбе за пролетариат. 
В предшествовавшие свержению Фульхенсио Батисты годы вёл революционную работу в эмиграции. С победой Кубинской революции в 1959 году и возвращением из ссылки он принял руководство профсоюзным движением в решении задач революции. В 1961—1966 и с ноября 1973 до смерти генеральный секретарь Революционного профсоюзного центра трудящихся Кубы.
Параллельно в 1961‒1965 входил в национальное руководство Объединённых революционных организаций, затем Единой партии социалистической революции. В итоге её преобразования в Коммунистическую партию Кубы с 1965 года был членом ЦК КПК, с февраля 1966 по 1973 — председателем комиссии ЦК КПК по вопросам, труда с ноября 1973 — заведующим отделом ЦК КПК по работе с массовыми организациями.